# Immanuel Albertinen Diakonie
Die Immanuel Albertinen Diakonie (von Immanuel [Name], hebräisch עִמָּנוּ אֵל ‚Gott [ist/sei] mit uns‘; von der Oberin Albertine Assor, der Gründerin des Albertinen-Diakoniewerks und von altgriechisch διακονία diakonía ‚Dienst‘ bzw. von διάκονος diákonos ‚Diener‘) ist eine diakonische Organisation in freikirchlicher Trägerschaft und in Form einer als gemeinnützig anerkannten Unternehmensgruppe. Sie hat rund 8.000 Mitarbeitende an 65 Standorten in Deutschland. Zur Immanuel Albertinen Diakonie gehören Krankenhäuser, Arztpraxen, Pflege- und weitere therapeutische Einrichtungen sowie Servicegesellschaften. Die Unternehmensgruppe ist als gGmbH organisiert. Gründerin und Gesellschafterin als Holdinggesellschaft der vorbestehenden Immanuel Diakonie war die Gemeinde der baptisten.schöneberg (Evangelisch-Freikirchliche Gemeinde Berlin-Schöneberg, Haupstraße, K. d. ö. R.), die 50 Prozent der Anteile der Immanuel Albertinen Diakonie hält. Sie entstand aus der Fusion der Immanuel Diakonie mit dem Albertinen-Diakoniewerk im Jahr 2019.

## Geschichte
Die Immanuel Diakonie begann 1947 mit dem Hospital Feierabendheim im Berliner Ortsteil Schöneberg als Initiative der Baptistengemeinde Schöneberg. 1950 kam ein Krankenhaus (in einer ehemaligen Siemens-Villa) in Berlin-Wannsee hinzu, das zunächst ein reines Jugendhospital war und das ab 1952 Immanuel Krankenhaus hieß.
Nach der politischen Wende wurden weitere Einrichtungen integriert bzw. eingerichtet, darunter diverse Kliniken, aber auch Beratungsstellen und andere Einrichtungen. So liegt beispielsweise auch die Lebensberatung im Berliner Dom in der Trägerschaft der Immanuel Diakonie. Damit verfügt die Immanuel Diakonie aktuell über Einrichtungen an Standorten in Berlin, Brandenburg, Thüringen, Mecklenburg-Vorpommern und Hessen. Für einige Jahre führte die Immanuel Diakonie auch eine Einrichtung in der Steiermark/Österreich (bis 2015).
Die Immanuel Albertinen Diakonie mit der Immanuel Klinik Rüdersdorf und dem Immanuel Klinikum Bernau Herzzentrum Brandenburg ist Mit-Gesellschafterin der Medizinischen Hochschule Campus GmbH, dem Träger der privaten Medizinischen Hochschule Brandenburg.
Am 1. Januar 2019 fusionierte die Immanuel Diakonie mit dem Albertinen-Diakoniewerk zur Immanuel Albertinen Diakonie.